# 南彰
南 彰（みなみ あきら、1976年4月 - ）は、日本の薬学者（神経科学・糖鎖生物学・生化学）。博士（薬学）（静岡県立大学・2005年）。静岡県立大学薬学部講師・大学院薬学研究院講師。
独立行政法人日本学術振興会特別研究員、カリフォルニア大学バークレー校博士研究員、静岡県立大学薬学部助教などを歴任。

## 概要
専門は、神経科学・糖鎖生物学・生化学。糖鎖についての研究に従事、記憶における役割の解明や、神経疾患の治療への応用に取り組んだ。
元カリフォルニア大学バークレー校博士研究員、元静岡県立大学講師。

## 来歴

### 生い立ち
1976年（昭和51年）4月、神奈川県横須賀市にて生まれた。神奈川県により設置・運営される神奈川県立横須賀高等学校を経て、静岡県により設置・運営される静岡県立大学に進学し、薬学部の薬学科にて学んだ。2000年（平成12年）3月、静岡県立大学を卒業した。それにともない、学士の学位を取得した。そのまま静岡県立大学の大学院に進学し、薬学研究科の製薬学専攻にて学んだ。大学院においては、奥直人の指導を受けた。2002年（平成14年）3月、静岡県立大学の大学院における博士前期課程を修了した。それにともない、修士の学位を取得した。また、大学院に在学中に「興奮性神経伝達に対する亜鉛の抑制的な調節機能」と題した博士論文を執筆した。2005年（平成17年）3月、静岡県立大学の大学院における博士後期課程を修了した。それにともない、同年3月22日付で博士（薬学）の学位を取得した。

### 薬学者として
大学院生として在学中の2004年（平成16年）4月、独立行政法人である日本学術振興会の特別研究員に選任された。大学院修了後の2005年（平成17年）4月には、母校である静岡県立大学にて薬学部の客員共同研究員となった。その後、アメリカ合衆国に渡り、同年6月にカリフォルニア大学に採用され、バークレー校の博士研究員として着任した。バークレー校ではロバート・ザッカーの薫陶を受けた。
2008年（平成20年）1月、静岡県立大学の薬学部にて助教を常勤で務めることになる。同時に、静岡県立大学の大学院においては、薬学研究科の助教を兼務することになった。2012年（平成24年）、大学院に研究院・学府制が導入されることになり、薬学研究科は生活健康科学研究科と統合され、2研究院1学府に再編された。それにともない、新設された薬学研究院の助教を兼務することになった。その傍ら、他の教育・研究機関の役職も兼任していた。2013年（平成25年）より、社会福祉法人である恩賜財団済生会が設置・運営する静岡済生会看護専門学校にて、講師を非常勤で兼任した。
2016年（平成28年）4月、静岡県立大学の薬学部にて講師に昇任した。薬学部においては、主として薬学科の講義を担当し、生化学分野を受け持った。また、三洋薬品HBC社長の近藤隆の寄附により2019年（平成31年）4月に「薬学キャリアデザイン近藤寄附講座」と題する寄附講座が開設されると、そちらも受け持つことになった。なお、2016年（平成28年）4月より、静岡県立大学の大学院においても薬学研究院の講師を兼務することになった。大学院においては、薬食生命科学総合学府の講義を担当し、生化学教室を受け持った。その傍ら、他の教育・研究機関の役職も兼任していた。2016年（平成28年）4月より、地方独立行政法人である東京都健康長寿医療センターにて特任研究員を兼任することになった。

## 研究
専門は薬学であり、神経科学、糖鎖生物学、生化学といった分野の研究に従事していた。具体的には、糖鎖が記憶において果たす役割について研究していた。また、糖鎖を標的とした作用機序に基づいた神経疾患の治療法について研究していた。そのほか、糖鎖の機能を解析するため、技術の開発にも取り組んだ。さらに、糖尿病の治療薬の開発や、健康や長寿を目指す機能性食品の開発などにも携わった。
これまでの業績に対しては、日本薬学会より2003年（平成15年）に環境・衛生部会の「フォーラム衛生薬学・環境トキシコロジー」にて実行委員長賞を授与され、2014年（平成26年）7月5日には東海支部より学術奨励賞を授与されている。2011年（平成23年）5月28日には、日本生化学会より中部支部の奨励賞が授与された。2010年（平成22年）には内藤記念科学振興財団の「内藤コンファレンス」にてポスター賞を授与された。また、2016年（平成28年）と2018年（平成30年）に静岡県立大学より学長表彰を受けている。
学術団体としては、日本薬学会、日本生化学会、日本糖質学会、日本女性医学学会、日本神経科学学会、老化促進モデルマウス学会、などに所属した。2012年（平成24年）、および、2013年（平成25年）には、日本生化学会の中部支部にて幹事を務めた。

## 略歴
- 1976年 - 神奈川県横須賀市にて誕生[4][5]。
- 2000年 - 静岡県立大学薬学部卒業[6]。
- 2002年 - 静岡県立大学大学院薬学研究科博士前期課程修了[6]。
- 2004年 - 日本学術振興会特別研究員[3]。
- 2005年 - 静岡県立大学大学院薬学研究科博士後期課程修了[6]。
- 2005年 - 静岡県立大学薬学部客員共同研究員[3]。
- 2005年 - カリフォルニア大学バークレー校博士研究員[3]。
- 2008年 - 静岡県立大学薬学部助教[3]。
- 2008年 - 静岡県立大学大学院薬学研究科助教[3]。
- 2012年 - 静岡県立大学大学院薬学研究院助教[3]。
- 2013年 - 静岡済生会看護専門学校講師[9]。
- 2016年 - 静岡県立大学薬学部講師[3]。
- 2016年 - 静岡県立大学大学院薬学研究院講師[3]。
- 2016年 - 東京都健康長寿医療センター特任研究員[3]。

## 賞歴
- 2003年 - 日本薬学会環境・衛生部会フォーラム衛生薬学・環境トキシコロジー実行委員長賞[12]。
- 2010年 - 内藤コンファレンスポスター賞[15]。
- 2011年 - 日本生化学会中部支部奨励賞[14]。
- 2014年 - 日本薬学会東海支部学術奨励賞[13]。
- 2016年 - 静岡県立大学学長表彰[16]。
- 2018年 - 静岡県立大学学長表彰[17]。